# Fußball-Weltmeisterschaft 2002/Gruppe E
Resultate der Gruppe E der Fußball-Weltmeisterschaft 2002:
| Pl. | Land          | Sp. | S | U | N | Tore    | Diff. | Punkte |
| --- | ------------- | --- | - | - | - | ------- | ----- | ------ |
| 1.  | Deutschland   | 3   | 2 | 1 | 0 | 011:100 | +10   | 07     |
| 2.  | Irland        | 3   | 1 | 2 | 0 | 005:200 | +3    | 05     |
| 3.  | Kamerun       | 3   | 1 | 1 | 1 | 002:300 | −1    | 04     |
| 4.  | Saudi-Arabien | 3   | 0 | 0 | 3 | 000:120 | −12   | 0      |

## Irland – Kamerun 1:1 (0:1)
| Irland                                                                   | Irland | Kamerun | Kamerun |
| ------------------------------------------------------------------------ | --- | --- | ------- |
| Irland                                                                   | \| 1. Spieltag \| \| Samstag, 1. Juni 2002 um 15:30 Uhr in Niigata (Niigata-Big-Swan-Stadion) \| \| Zuschauer: 33.679 \| \| Schiedsrichter: Tōru Kamikawa ( Japan) \| \| Spielbericht \|                                | \| 1. Spieltag \| \| Samstag, 1. Juni 2002 um 15:30 Uhr in Niigata (Niigata-Big-Swan-Stadion) \| \| Zuschauer: 33.679 \| \| Schiedsrichter: Tōru Kamikawa ( Japan) \| \| Spielbericht \|                                  | Kamerun |
| Irland                                                                   | Shay Given – Gary Kelly, Gary Breen, Steve Staunton , Ian Harte (77. Steven Reid) – Jason McAteer (46. Steve Finnan), Matt Holland, Mark Kinsella, Kevin Kilbane – Robbie Keane, Damien Duff Cheftrainer: Mick McCarthy | Alioum Boukar – Lauren, Rigobert Song , Raymond Kalla, Bill Tchato – Geremi, Marc-Vivien Foé, Salomon Olembé, Pierre Womé – Samuel Eto’o, Patrick M’Boma (69. Patrick Suffo) Cheftrainer: Winfried Schäfer ( Deutschland) | Kamerun |
| Irland                                                                   | 1:1 Holland (52.) | 0:1 M’Boma (39.) | Kamerun |
| Irland                                                                   | McAteer (30.), Finnan (51.), Reid (82.) | Kalla (89.) | Kamerun |
| Irland                                                                   | Spieler des Spiels: Matt Holland (Irland) | | Kamerun |
| 1. Spieltag                                                              | | |         |
| Samstag, 1. Juni 2002 um 15:30 Uhr in Niigata (Niigata-Big-Swan-Stadion) | | |         |
| Zuschauer: 33.679                                                        | | |         |
| Schiedsrichter: Tōru Kamikawa ( Japan)                                   | | |         |
| Spielbericht                                                             | | |         |

## Deutschland – Saudi-Arabien 8:0 (4:0)
| Deutschland                                                  | Deutschland | Saudi-Arabien | Saudi-Arabien |
| ------------------------------------------------------------ | --- | --- | ------------- |
| Deutschland                                                  | \| 1. Spieltag \| \| Samstag, 1. Juni 2002 um 20:30 Uhr in Sapporo (Sapporo Dome) \| \| Zuschauer: 32.218 \| \| Schiedsrichter: Ubaldo Aquino ( Paraguay) \| \| Spielbericht \|                                                                                               | \| 1. Spieltag \| \| Samstag, 1. Juni 2002 um 20:30 Uhr in Sapporo (Sapporo Dome) \| \| Zuschauer: 32.218 \| \| Schiedsrichter: Ubaldo Aquino ( Paraguay) \| \| Spielbericht \| | Saudi-Arabien |
| Deutschland                                                  | Oliver Kahn – Thomas Linke, Carsten Ramelow (46. Jens Jeremies), Christoph Metzelder – Torsten Frings, Bernd Schneider, Dietmar Hamann, Christian Ziege – Michael Ballack – Carsten Jancker (67. Oliver Bierhoff), Miroslav Klose (77. Oliver Neuville) Teamchef: Rudi Völler | Mohammad ad-Daʿayyaʿ – Ahmad ad-Duchi, Abdullah Zubromawi, Rida Tukar, Hussein Suleimani – Khamis al-Dosari (46. Ibrahim asch-Schahrani) – Ahmad ad-Duchi, Nawaf at-Tamyat (46. Abdulaziz al-Chathran), Mohammad Nur – Sami al-Dschabir , al-Hassan al-Yami (77. Abdullah ad-Dusari) Cheftrainer: Nasser al-Johar | Saudi-Arabien |
| Deutschland                                                  | 1:0 Klose (21.) 2:0 Klose (26.) 3:0 Ballack (40.) 4:0 Jancker (45.+1') 5:0 Klose (70.) 6:0 Linke (72.) 7:0 Bierhoff (85.) 8:0 Schneider (90.+2') | | Saudi-Arabien |
| Deutschland                                                  | Ziege (43.), Hamann (83.) | Nur (90.+1') | Saudi-Arabien |
| Deutschland                                                  | Spieler des Spiels: Miroslav Klose (Deutschland) | | Saudi-Arabien |
| 1. Spieltag                                                  | | |               |
| Samstag, 1. Juni 2002 um 20:30 Uhr in Sapporo (Sapporo Dome) | | |               |
| Zuschauer: 32.218                                            | | |               |
| Schiedsrichter: Ubaldo Aquino ( Paraguay)                    | | |               |
| Spielbericht                                                 | | |               |

## Deutschland – Irland 1:1 (1:0)
| Deutschland                                                      | Deutschland | Irland | Irland |
| ---------------------------------------------------------------- | --- | --- | ------ |
| Deutschland                                                      | \| 2. Spieltag \| \| Mittwoch, 5. Juni 2002 um 20:30 Uhr in Kashima (Kashima Stadium) \| \| Zuschauer: 35.854 \| \| Schiedsrichter: Kim Milton Nielsen ( Dänemark) \| \| Spielbericht \|                                                                                 | \| 2. Spieltag \| \| Mittwoch, 5. Juni 2002 um 20:30 Uhr in Kashima (Kashima Stadium) \| \| Zuschauer: 35.854 \| \| Schiedsrichter: Kim Milton Nielsen ( Dänemark) \| \| Spielbericht \|                                                    | Irland |
| Deutschland                                                      | Oliver Kahn – Thomas Linke, Carsten Ramelow, Christoph Metzelder – Torsten Frings, Bernd Schneider (90. Jens Jeremies), Dietmar Hamann, Christian Ziege – Michael Ballack – Carsten Jancker (75. Oliver Bierhoff), Miroslav Klose (85. Marco Bode) Teamchef: Rudi Völler | Shay Given – Steve Finnan, Gary Breen, Steve Staunton (87. Kenny Cunningham), Ian Harte (73. Steven Reid) – Gary Kelly (73. Niall Quinn), Matt Holland, Mark Kinsella, Kevin Kilbane – Robbie Keane, Damien Duff Cheftrainer: Mick McCarthy | Irland |
| Deutschland                                                      | 1:0 Klose (19.) | 1:1 Keane (90.+2') | Irland |
| Deutschland                                                      | Spieler des Spiels: Robbie Keane (Irland) | | Irland |
| 2. Spieltag                                                      | | |        |
| Mittwoch, 5. Juni 2002 um 20:30 Uhr in Kashima (Kashima Stadium) | | |        |
| Zuschauer: 35.854                                                | | |        |
| Schiedsrichter: Kim Milton Nielsen ( Dänemark)                   | | |        |
| Spielbericht                                                     | | |        |

## Kamerun – Saudi-Arabien 1:0 (0:0)
| Kamerun                                                            | Kamerun | Saudi-Arabien | Saudi-Arabien |
| ------------------------------------------------------------------ | --- | --- | ------------- |
| Kamerun                                                            | \| 2. Spieltag \| \| Donnerstag, 6. Juni 2002 um 18:00 Uhr in Saitama (Saitama Stadium) \| \| Zuschauer: 52.328 \| \| Schiedsrichter: Terje Hauge ( Norwegen) \| \| Spielbericht \|                                                                                 | \| 2. Spieltag \| \| Donnerstag, 6. Juni 2002 um 18:00 Uhr in Saitama (Saitama Stadium) \| \| Zuschauer: 52.328 \| \| Schiedsrichter: Terje Hauge ( Norwegen) \| \| Spielbericht \| | Saudi-Arabien |
| Kamerun                                                            | Alioum Boukar – Lauren, Rigobert Song , Raymond Kalla, Bill Tchato – Geremi, Marc-Vivien Foé, Daniel Ngom Kome (46. Salomon Olembé), Pierre Womé (84. Pierre Njanka) – Samuel Eto’o, Patrick M’Boma (74. Pius N’Diefi) Cheftrainer: Winfried Schäfer ( Deutschland) | Mohammad ad-Daʿayyaʿ – Muhammad al-Dschahani, Rida Tukar, Abdullah Zubromawi (72. Ahmad ad-Duchi), Hussein Suleimani – Ibrahim asch-Schahrani – Fauzi asch-Schahri, Abdulaziz al-Chathran (87. Mohammad Nur), Abdullah al-Wakid – Nawaf at-Tamyat, Ubaid ad-Dusari (35. al-Hassan al-Yami) Cheftrainer: Nasser al-Johar | Saudi-Arabien |
| Kamerun                                                            | 1:0 Eto'o (66.) | | Saudi-Arabien |
| Kamerun                                                            | Womé (10.) | Al Yami (59.) | Saudi-Arabien |
| Kamerun                                                            | Spieler des Spiels: Samuel Eto’o (Kamerun) | | Saudi-Arabien |
| 2. Spieltag                                                        | | |               |
| Donnerstag, 6. Juni 2002 um 18:00 Uhr in Saitama (Saitama Stadium) | | |               |
| Zuschauer: 52.328                                                  | | |               |
| Schiedsrichter: Terje Hauge ( Norwegen)                            | | |               |
| Spielbericht                                                       | | |               |

## Kamerun – Deutschland 0:2 (0:0)
| Kamerun                                                                  | Kamerun | Deutschland | Deutschland |
| ------------------------------------------------------------------------ | --- | --- | ----------- |
| Kamerun                                                                  | \| 3. Spieltag \| \| Dienstag, 11. Juni 2002 um 20:30 Uhr in Fukuroi (Shizuoka-Ecopa-Stadion) \| \| Zuschauer: 47.085 \| \| Schiedsrichter: Antonio López Nieto ( Spanien) \| \| Spielbericht \|                                                                         | \| 3. Spieltag \| \| Dienstag, 11. Juni 2002 um 20:30 Uhr in Fukuroi (Shizuoka-Ecopa-Stadion) \| \| Zuschauer: 47.085 \| \| Schiedsrichter: Antonio López Nieto ( Spanien) \| \| Spielbericht \|                                                                         | Deutschland |
| Kamerun                                                                  | Alioum Boukar – Lauren, Rigobert Song , Raymond Kalla, Bill Tchato (53. Patrick Suffo) – Geremi, Marc-Vivien Foé, Salomon Olembé (64. Daniel Ngom Kome), Pierre Womé – Samuel Eto’o, Patrick M’Boma (82. Joseph-Désiré Job) Cheftrainer: Winfried Schäfer ( Deutschland) | Oliver Kahn – Thomas Linke, Carsten Ramelow, Christoph Metzelder – Torsten Frings, Bernd Schneider (80. Jens Jeremies), Dietmar Hamann, Christian Ziege – Michael Ballack – Miroslav Klose (84. Oliver Neuville), Carsten Jancker (46. Marco Bode) Teamchef: Rudi Völler | Deutschland |
| Kamerun                                                                  | 0:1 Bode (50.) 0:2 Klose (79.) | | Deutschland |
| Kamerun                                                                  | Foé (8.), Song (42.), Tchato (44.), Geremi (56.), Olembé (58.), Suffo (60.), Lauren (81.) | Jancker (9.), Hamann (29./2. gesperrt), Ballack (31.), Ramelow (37.), Kahn (42.), Ziege (72./2. gesperrt), Frings (74.) | Deutschland |
| Kamerun                                                                  | Suffo (77.) | Ramelow (40.) | Deutschland |
| Kamerun                                                                  | Spieler des Spiels: Miroslav Klose (Deutschland) | | Deutschland |
| 3. Spieltag                                                              | | |             |
| Dienstag, 11. Juni 2002 um 20:30 Uhr in Fukuroi (Shizuoka-Ecopa-Stadion) | | |             |
| Zuschauer: 47.085                                                        | | |             |
| Schiedsrichter: Antonio López Nieto ( Spanien)                           | | |             |
| Spielbericht                                                             | | |             |

## Saudi-Arabien – Irland 0:3 (0:1)
| Saudi-Arabien                                                                     | Saudi-Arabien | Irland | Irland |
| --------------------------------------------------------------------------------- | --- | --- | ------ |
| Saudi-Arabien                                                                     | \| 3. Spieltag \| \| Dienstag, 11. Juni 2002 um 20:30 Uhr in Yokohama (International Stadium Yokohama) \| \| Zuschauer: 65.320 \| \| Schiedsrichter: Falla N’Doye ( Senegal) \| \| Spielbericht \| | \| 3. Spieltag \| \| Dienstag, 11. Juni 2002 um 20:30 Uhr in Yokohama (International Stadium Yokohama) \| \| Zuschauer: 65.320 \| \| Schiedsrichter: Falla N’Doye ( Senegal) \| \| Spielbericht \|                                       | Irland |
| Saudi-Arabien                                                                     | Mohammad ad-Daʿayyaʿ – Muhammad al-Dschahani (79. Ubaid ad-Dusari), Rida Tukar, Abdullah Zubromawi (69. Abdullah ad-Dusari), Hussein Suleimani – Ibrahim asch-Schahrani – Fauzi asch-Schahri, Abdulaziz al-Chathran (68. Mohammad asch-Schalhub), Khamis al-Dosari – Nawaf at-Tamyat, Sami al-Dschabir Cheftrainer: Nasser al-Johar | Shay Given – Steve Finnan, Gary Breen, Steve Staunton, Ian Harte (46. Niall Quinn) – Gary Kelly (80. Jason McAteer), Matt Holland, Mark Kinsella (89. Lee Carsley), Kevin Kilbane – Robbie Keane, Damien Duff Cheftrainer: Mick McCarthy | Irland |
| Saudi-Arabien                                                                     | 0:1 Keane (7.) 0:2 Breen (61.) 0:3 Duff (87.) | | Irland |
| Saudi-Arabien                                                                     | at-Tamyat (61.) | Staunton (70.) | Irland |
| Saudi-Arabien                                                                     | Spieler des Spiels: Damien Duff (Irland) | | Irland |
| 3. Spieltag                                                                       | | |        |
| Dienstag, 11. Juni 2002 um 20:30 Uhr in Yokohama (International Stadium Yokohama) | | |        |
| Zuschauer: 65.320                                                                 | | |        |
| Schiedsrichter: Falla N’Doye ( Senegal)                                           | | |        |
| Spielbericht                                                                      | | |        |